# Io e Lulù
Io e Lulù (Dog) è un film del 2022 diretto da Channing Tatum e Reid Carolin, entrambi al loro esordio alla regia.

## Trama
Jackson Briggs è un ex soldato congedato del 75º Reggimento Rangers che soffre di un disturbo da stress post-traumatico che gli impone di assumere psicofarmaci antidepressivi per alleviare le proprie allucinazioni dovute alla nevrosi da guerra. Quando la sua vita sembra andare in frantumi, soprattutto a causa del suo stato precario di salute che non gli permetterebbe di tornare in azione, il suo capitano in comando gli affida il bizzarro incarico di scortare la cagnolina Lulù, un cane da pastore belga, addestrata appositamente per le missioni belliche, lungo la costa del Pacifico dallo Stato di Washington a quello della California, in tempo per presenziare alle esequie militari del suo legittimo proprietario, il sergente Rodriguez ed ex compagno d'armi di Briggs, deceduto a causa di un incidente stradale. Al termine del viaggio,  l'animale sarà sottoposto a eutanasia, perché diventato violento e imprevedibile. Nel corso di due giorni molto avventurosi, tra disavventure in hotel, un arresto e l'incontro di Lulù con il suo gemello, Jackson e la cagna impareranno a fidarsi l'uno dell'altra, arrivando in tempo alla funzione e trovando entrambi un nuovo senso alle rispettive vite.

## Distribuzione
Negli Stati Uniti la pellicola è stata distribuita dalla United Artists a partire dal 18 febbraio 2022, mentre in Italia dal 12 maggio dello stesso anno su distribuzione Notorious Pictures.

### Edizione italiana
L'edizione italiana di Io e Lulù è stata curata dalla Asci Voice and Mind, su dialoghi e direzione del doppiaggio di Federico Zanandrea.